# Huelga de vientres
Huelga de vientres, huelga de maternidad, huelga reproductiva o de reproducción es la huelga que promueve la limitación de la natalidad mediante la maternidad consciente sobre todo entre las clases bajas o pobres; por extensión es toda huelga que promueve la limitación de la natalidad. El término proviene del francés grève des ventres acuñado en los finales del siglo XIX y principios del XX en ámbitos anarquistas de corte neomalthusiano que consideraban las familias numerosas pobres y la alta natalidad como un impedimento para superar la miseria, un obstáculo para alcanzar la liberación de la mujer y por tanto de toda la sociedad. Los neomalthusianos promovían, para la toma de conciencia sobre el control de la natalidad, el uso de métodos anticonceptivos y otras técnicas de higiene y práctica sexual.

## Procreación consciente
Los neomalthusianos admitían las tesis de la Ley de Población que postulaba que la población crecía exponencialmente si no se ponía frenos pero, a diferencia del malthusianismo, sostenía que el proletariado podía y debía aprender la práctica de la procreación consciente, que básicamente consistía en:
- Toma de conciencia de la necesidad de limitar la natalidad e impedir familias numerosas con escasos recursos que eran presa de la más absoluta miseria.[3]
- Evitar el embarazo no deseado de la mujer mediante medios mecánicos (preservativo o condón, el pesario, la esponja, la borla de seda absorbente), químicos (básicamente riegos vaginales postcoitales con diversos compuestos químicos), la retirada a tiempo (que considera imperfecta y no voluptuosa) y la cópula cerrada o vulvar (coito sin preservativo con frotamiento del clítoris sin penetración.[3]

La procreación consciente iba de la mano de la divulgación y expedición de contraceptivos, estrategia antipoblacionista e instrumento de carácter moral y económico-ecológico de resistencia al capitalismo, que se expresa bajo el término histórico de neomalthusianismo: restricción voluntaria de la natalidad mediante el uso de métodos anticonceptivos.

## Neomalthusianismo
El Neomalthusianismo se caracterizó por la promoción de la restricción voluntaria de la natalidad mediante el uso de métodos anticonceptivos en las clases bajas y pobres (proletariado), a diferencia del malthusianismo que promovía la restricción de la procreación de esta clase social por prohibiciones de distinto tipo y restricciones alimentarias y económicas. Existieron algunos precedentes antes de la constitución del germen del neomalthusianismo. En Inglaterra Francis Place en 1823 editó propaganda a favor de la restricción de la maternidad entre los obreros. También economistas como James Mill y John Stuart Mill divulgaban métodos anticonceptivos con el fin de reducir la mano de obra y promover mejores salarios. Los estudios del químico alemán Justus Liebig sobre fertilizantes y el desequilibrio entre producción y desproporcionado aumento de la población fueron tomados como argumento científico por los neomalthusianos anarquistas.
Será en 1854 cuando el médico inglés George Dryslale publique Elementos de Ciencia Social, libro donde vincula las ciencias sociales con la biología en cuestiones de demografía. Esta obra se considera el punto de partida del neomalthusianismo y el libro de cabecera del neomalthusianismo hispano-francés.
El anarquista francés Paul Robin definirá el neomalthusianismo como medio de combatir la pobreza mediante la limitación de los nacimientos hasta que existan las condiciones idóneas que garanticen para los futuros hijos de los obreros una buena educación, una buena organización social y un buen nacimiento.
Dentro del grupo de autores franceses neomalthusianos estaba Fernand Colney –autor de La grève des ventres  en 1907, Paul Robin, René Chauguí, Frank Sutor, Eugène Humbert, León Marimont, André Lorulot, Gabriel Giroud.
Además de los anteriores otros anarquistas defendieron la huelga de vientres: el médico anarquista español Luis Bulffi, la anarquista lituana Emma Goldman, el holandés, Dr. Rutgers, secretario de la Liga neomalthusiana de Holanda, Francisco Ferrer Guardia, Mateo Morral, Pedro Vallina y Anselmo Lorenzo.
Fueron miembros o simpatizantes de la Liga de la regeneración humana’’ o generación consciente y son considerados como los primeros defensores de uso de los métodos anticonceptivos y precursores, por tanto, de la planificación familiar.

### Luis Bulffi, un neomalthusianista español
Avelino Luis Bulffi de Quintana fue un médico anarquista, miembro también de la organización internacional Federación de la Liga Universal de la Regeneración Humana. Fue fundador de Ateneo Enciclopédico Popular y editor de la Revista Salud y Fuerza. Fue un declarado neomalthusiano y defensor del control de la población mediante métodos anticonceptivos para evitar la miseria y la pobreza de las familias numerosas en las clases bajas-, más tarde, en la década de 1920 fue un socialista monárquico. Bulffi fue detenido y estuvo en prisión más de seis meses por propaganda neomalthusiana.

#### Luis de Bulffi autor de ¡Huelga de vientres!
Bulffi escribió en 1906 ¡Huelga de vientres! Medios prácticos para evitar las familias numerosas en la editorial Biblioteca Editorial Salud y Fuerza. Logró un gran éxito y tuvo numerosas ediciones.
En el libro Bullffi defiende la imposibilidad de una emancipación revolucionaria de las clases bajas si estas continúan reproduciéndose sin control y siendo … carne de explotación, carne de cañón, de cárceles y hospitales, de prostitución, de miseria,.... La solución, para Bulffi, es controlar la población –neomalthusianismo- mediante la concienciación y el uso de técnicas y métodos anticonceptivos.  Consideraba que la consigna Creced y multiplicaos era un ‘atavismo religioso-patriótico-burgués’ que solamente beneficia a ese grupo social necesitado de mano de obra barata.
Propuso la separación clara entre la práctica sexual para la procreación y la práctica sexual para el placer o voluptuosa, evitando en este último caso el embarazo no deseado de la mujer.
Texto completo de ¡Huelga de vientres!
- ¡Huelga de vientres! Medios prácticos para evitar las familias numerosas- texto completo de la 6.ª edición de 1906, en Wikisource
- ¡Huelga de vientres! Medios prácticos para evitar las familias numerosas - Texto completo de la 6.ª edición de 1906, en filosofía.org

## Huelga de vientres en el siglo XXI

### Huelga de vientres - Feminismo libertario
El término Huelga de vientres se sigue utilizando desde la izquierda política y en particular por el anarquismo. Es tanto un sinónimo de la negativa a la procreación y generación de nuevos seres humanos que serán mano de obra barata (ejército industrial de reserva) o carne de cañón como un símbolo del feminismo libertario que considera fundamental la separación radical entre procreación y sexualidad considerando que la mujer no debe correlacionarse exclusivamente con la maternidad.

### Huelga de vientres económica - Imposibilidad de formar una familia
En numerosas sociedades las dificultades económicas de las nuevas generaciones para independizarse y formar una familia con suficientes ingresos, pero que acceden a métodos anticonceptivos, les obliga a abstenerse a la hora de tener hijos por lo que, indirectamente, realización una huelga de vientres obligada.

### Huelga de vientres para salvar la tierra - Superpoblación
Desde otras ámbitos se promueve la huelga de vientres como mecanismo de control de la población a nivel mundial para la superpoblación del planeta considerada catastrófica. En este sentido coincidirían con los postulados de quienes auguran una  catástrofe malthusiana como Paul R. Ehrlich, autor del libro The Population Bomb (La explosión demográfica) de 1968 y organizaciones como Optimum Population Trust.

### Movimiento 4B o Movimiento 4 noes
Uno de los principios (noes) del Movimiento 4B, surgido en Corea del Sur y con cierta relevancia durante la carrera presidencial de 2024 en Estados Unidos, en oposición al candidato Donald Trump, es la negativa a tener hijos.

## Cambios sociales y caídas en las tasas de natalidad y fecundidad
Los cambios demográficos (transición demográfica, segunda transición demográfica, revolución reproductiva) están produciéndose un doble fenómeno: aumento de la población mundial por el aumento de la esperanza de vida y a la vez reducciones en la tasa bruta de natalidad (relación entre nacimientos en un periodo y total de población en un área geográfica) y en la tasa de fecundidad general (número de nacimientos con vida por cada 1000 mujeres de edades comprendidas entre los 15 y los 49 años, en un año dado).
Ante los cambios de fecundidad se alude, inadecuadamente, a la existencia de una huelga de reproducción o huelga de maternidad cuando no existe ninguna decisión colectiva y voluntaria de 'no tener hijos' o de 'tener menos hijos' sino unas circunstancias socioeconómicas que, entre otras consecuencias, contribuyen a la disminución de las tasas de natalidad.